# Апостол Евод
Свети Евод је један од Седамдесеторице апостола. Свети апостол Петар га је поставио за првог епископа у Антиохије.
У својој посланици Антиохијанима спомиње свети га свети Игњатије Богоносац, говорећи: "Сећајте се блаженог оца свог Евода, који би од апостола постављен за првог пастира; будите истински синови његови, а не прељубочинци, да се отац ваш не би постидео због вас".
Свети Еуодиас служио као епископ антиохијски 27 година и умро мученички у прогону хришћана цара Нерона (54. - 68.).
Евод је познат по спису о Пресветој Богородици, у коме је изложио, како је она уведена у храм три године од рођења; како је у храму остала једанаест година; како је ушавши у петнаесту годину предата била праведном Јосифу на чување; и како је у петнаестој години родила светлост свету Господа Христа. Осим тога свети Евод је написао и многа друга дела, која су пропала у тешким временима гоњења Цркве. Једно од њих под насловом "Светило", спомиње у својим списима историчар Никифор Калист. О њему се на више места говори у римским мартиролозима.
Православна Црква га прославља 4. јануара (Светих Седамдесет апостола) и 7. септембра (по јулијанском календару).